# Лох-Ливен
Лох-Ли́вен (англ. Loch Leven, гэльск. Loch Lìobhann) — пресноводное озеро в Шотландии.

## География
Озеро расположено в области Перт-энд-Кинросс в центре Шотландии. Площадь озера составляет 13,3 км², а максимальная глубина — 25,5 м. Площадь водосборного бассейна — 145 км². Высота над уровнем моря — 107 м. Озеро имеет почти треугольную форму, максимальная длина около 6 км. Зимой замерзает на две недели. Сток из озера на юго-восток по 26-километровой реке Ливен в залив Ферт-оф-Форт. На западном берегу озера расположен город Кинросс, в котором проживает около 4 тысяч человек.

## Фауна
Из-за своей небольшой глубины озеро Лох-Ливен имеет важное природоохранное значение — зимой здесь ночуют гуси, в тёплое время года оно служит местом отдыха для перелётных водоплавающих птиц (в основном уток). Озеро также широко известно своей рыбалкой. Разновидность озёрной форели (лат. Salmo trutta), которая обитает здесь и известна как форель Лох-Ливен (лат. Salmo levenensis), широко интродукцирована по всему миру.

## Острова
На озере Лох-Ливен расположено 7 островов. Наибольший из них, Сент-Серфс, находится в юго-восточной части озера и имеет размеры километр на полкилометра. На острове находятся руины древнего Портмокского монастыря. На острове Касл расположен разрушенный замок Лохливен, построенный на рубеже XIII—XIV веков, который служил местом заключения для многих известных людей, в том числе и королевы Шотландии Марии Стюарт. В 1567 году она подписала здесь своё отречение от престола. Во время её бегства весной 1568 года ключи от замка были брошены в озеро, где они были и найдены тремя столетиями позже. Во время частичного осушения озера в 1827 году, вызванного спрямлением реки Ливен, был найден сильно повреждённый скипетр с рукояткой из слоновой кости и серебра, на котором можно было ещё рассмотреть последние слова «Mary, Queen of Scots» (Мария, королева шотландцев), а на острове Сент-Серфс была найдена мраморная скульптура, вероятно она украшала когда-то одну из ниш монастыря.

## Галерея фотографий

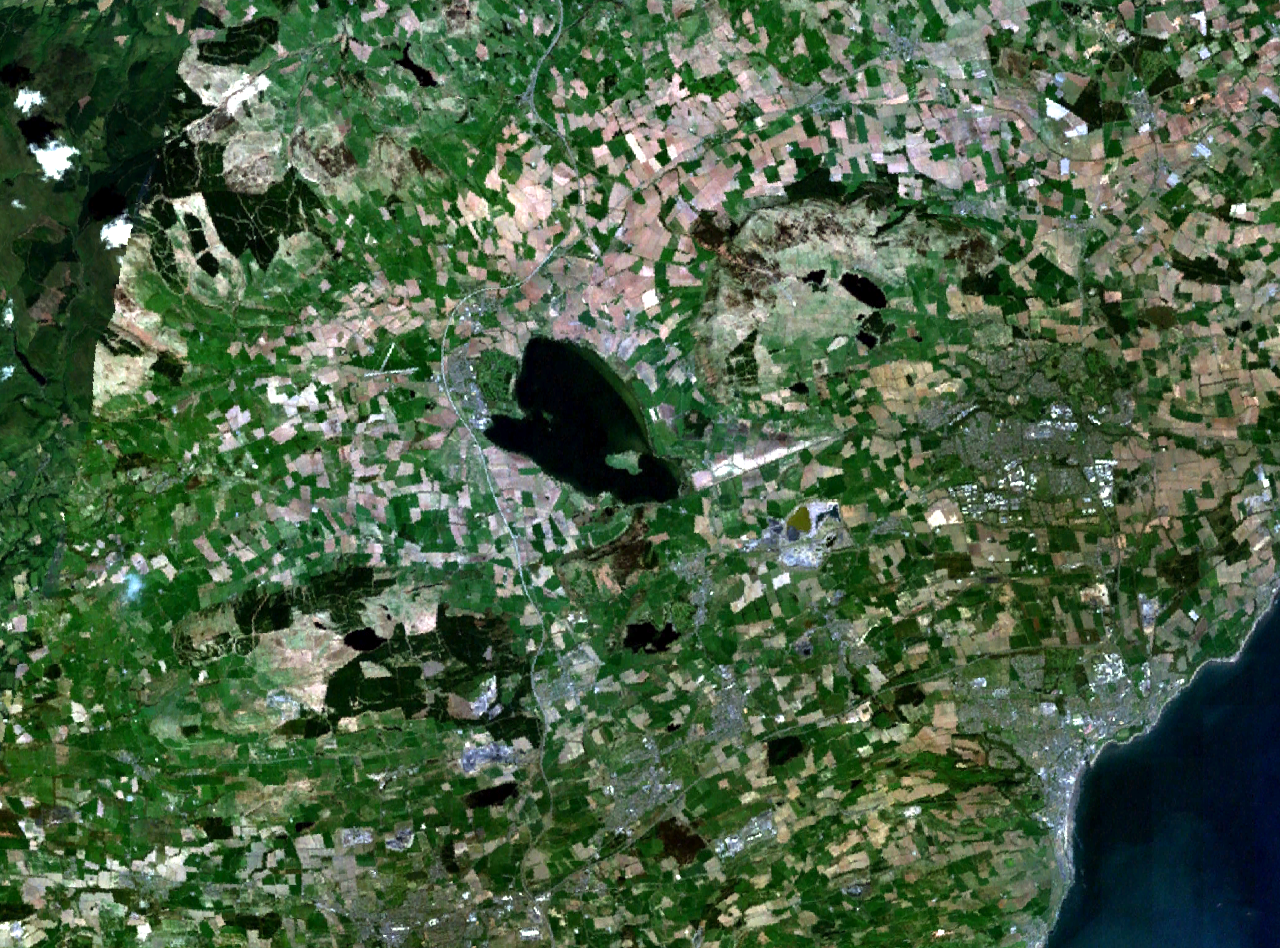
Аэрокосмический снимок озера Лох-Ливен
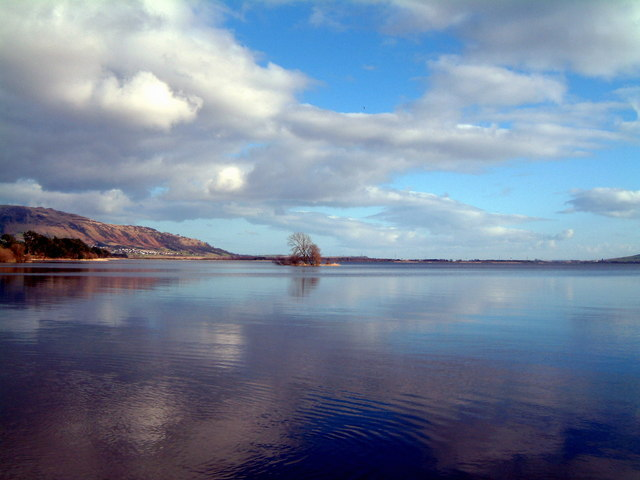
Озеро Лох-Ливен
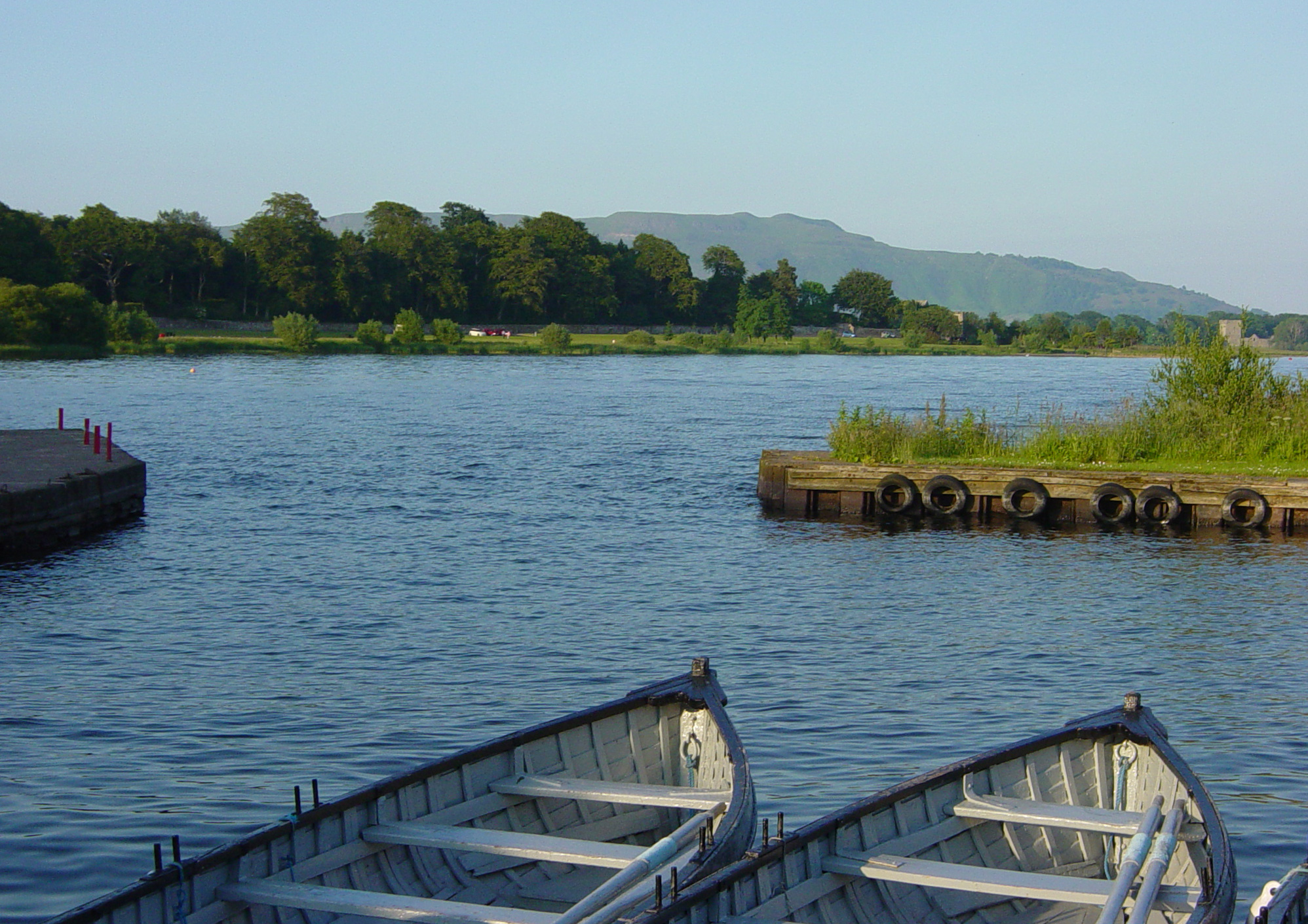
Вид на озеро со стороны города Кинросс
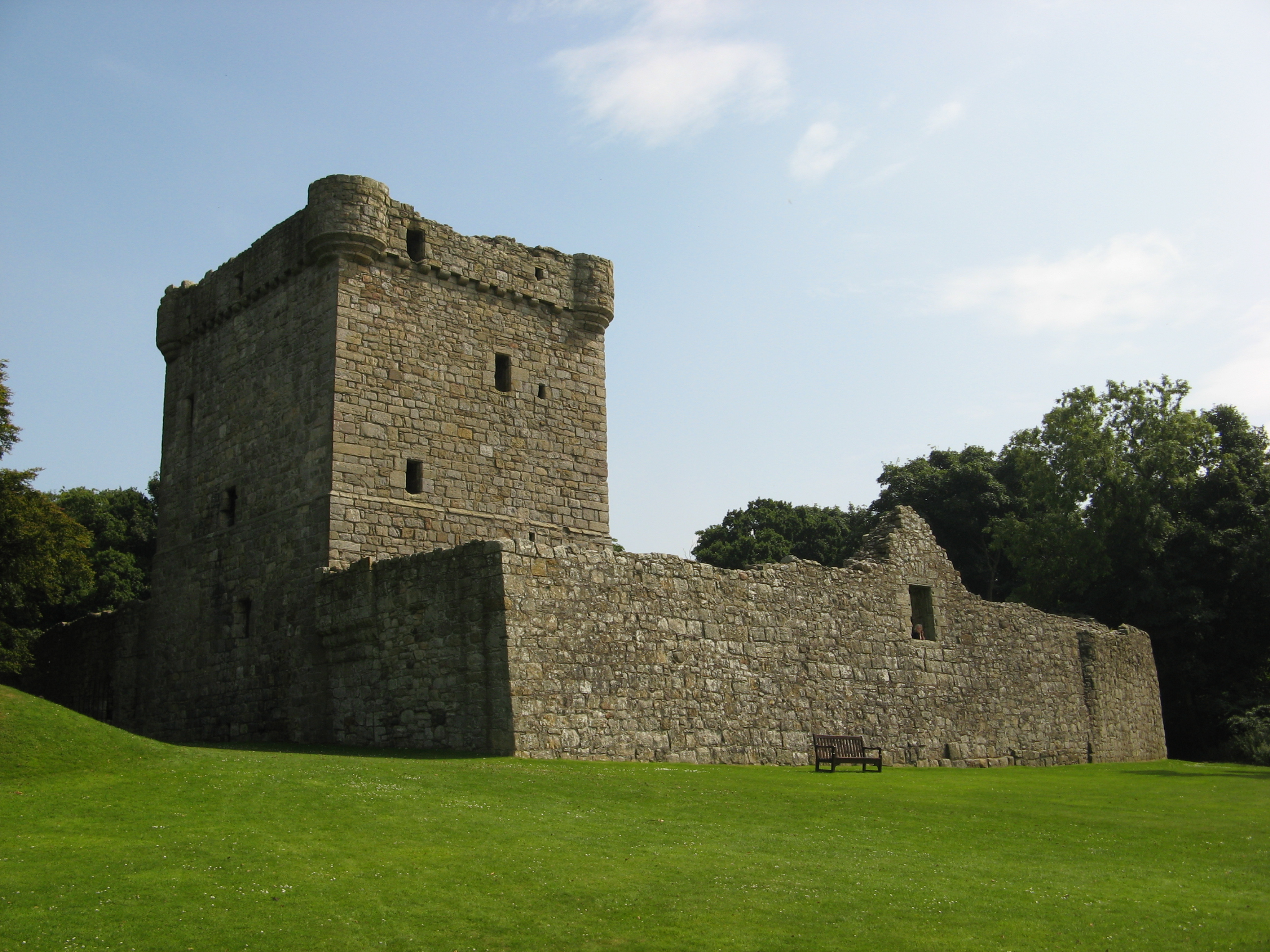
Западная стена замка Лохливен